# Safia albidiscatella
Safia albidiscatella är en fjärilsart som beskrevs av Embrik Strand 1917. Safia albidiscatella ingår i släktet Safia och familjen nattflyn. Inga underarter finns listade.